# Melanitis zitenius
Espèce
Melanitis zitenius est une espèce d'insectes lépidoptères (papillons) de la famille des Nymphalidae, de la sous-famille des Satyrinae et du genre Melanitis.

## Dénomination
Melanitis zitenius a été nommé par Johann Friedrich Wilhelm Herbst en 1796 sous le nom Papilio zitenius.
Synonymes : Papilio zitenius Herbst, 1796; Melanitis vamana Moore, 1857..

### Noms vernaculaires
Melanitis zitenius se nomme en anglais Great Evening Brown.

### Sous-espèces
- Melanitis zitenius zitenius
- Melanitis zitenius ambasara Moore, 1857
- Melanitis zitenius auletes Fruhstorfer, 1908
- Melanitis zitenius gnophodes Butle
- Melanitis zitenius hainanensis Gu, 1994
- Melanitis zitenius kalinga Moore
- Melanitis zitenius niasicus Fruhstorfer, 1908
- Melanitis zitenius rufinus Fruhstorfer, 1908
- Melanitis zitenius sumatranus Fruhstorfer, 1908
- Melanitis zitenius xanthophthalmus Staudinger, 1889
- Melanitis zitenius zenon Fruhstorfer, 1908[1].

## Description
Il présente suivant la saison un dimorphisme de couleur. C'est donc un grand papillon marron doré, à découpe comportant un apex des antérieures droit formant deux angles marquées. Les ailes antérieures comportent ou non suivant la forme une grosse tache orange à l'apex centré par un gros ocelle foncé aveugle.

## Biologie

### Période de vol
Melanitis zitenius vole au crépuscule.

### Plantes hôtes
Ses plantes hôtes sont diverses, dont Bambusa arundinacea.

## Écologie et distribution
Melanitis zitenius est présent dans tout le sud de l'Asie, Inde, Malaisie, Ceylan,  Birmanie, Thaïlande et Bornéo, Java et Bali.

### Biotope
Présent dans divers lieux.

### Protection
Pas de statut de protection particulier.